# Dolichomitriopsis obtusifolia
Dolichomitriopsis obtusifolia är en bladmossart som beskrevs av Noguchi 1950. Dolichomitriopsis obtusifolia ingår i släktet Dolichomitriopsis och familjen Lembophyllaceae. Inga underarter finns listade i Catalogue of Life.